# Anthony Jackson-Hamel
Pour les articles homonymes, voir Jackson et Hamel.
Anthony Jackson-Hamel, né le 3 août 1993 à Québec, est un joueur international canadien de soccer. Il joue actuellement au poste d'attaquant.

## Biographie
Anthony Jackson-Hamel est le fils d'un père dominicain et d'une mère canadienne-française,. Il grandit à Limoilou dans la ville de Québec. Repéré par le Centre national de haute performance de Laval, il quitte la vieille capitale avec sa mère et s'installent à Montréal.

### Impact de Montréal
Le 1er août 2014, Jackson-Hamel signe son premier contrat professionnel avec son club formateur. 

### Carrière internationale
Anthony Jackson-Hamel compte neuf sélections et trois buts avec l'équipe du Canada de 2016 à 2017.
Il est appelé pour la première fois en sélection senior par Benito Floro, à l'occasion d'une double confrontation en match amical contre le Maroc en octobre 2016.
Le 27 juin 2017, il fait partie des 23 appelés par le sélectionneur national Octavio Zambrano pour la Gold Cup 2017.

#### Buts internationaux
|    | Date             | Lieu                                           | Adversaire | Résultat | Compétition  |
| -- | ---------------- | ---------------------------------------------- | ---------- | -------- | ------------ |
| 1. | 22 janvier 2017  | Bermuda National Stadium, Devonshire, Bermudes | Bermudes   | 2-4      | Match amical |
| 2. | 13 juin 2017     | Stade Saputo, Montréal, Canada                 | Curaçao    | 2-1      | Match amical |
| 3. | 2 septembre 2017 | BMO Field, Toronto, Canada                     | Jamaïque   | 2-0      | Match amical |

## Statistiques en club
| Saison                | Club                  | Championnat           | Championnat | Championnat | Coupe(s) nationale(s) | Coupe(s) nationale(s) | Compétition(s) continentale(s) | Compétition(s) continentale(s) | Compétition(s) continentale(s) | Séries | Séries | Total | Total |
| Saison                | Club                  | Division              | M.          | B.          | M.                    | B.                    | Comp.                          | M.                             | B.                             | M.     | B.     | M.    | B.    |
| 2014                  | Impact de Montréal    | MLS                   | 4           | 0           | 0                     | 0                     | LCC                            | 1                              | 0                              | -      | -      | 5     | 0     |
| 2015                  | Impact de Montréal    | MLS                   | 8           | 0           | 2                     | 1                     | LCC                            | 0                              | 0                              | 0      | 0      | 10    | 1     |
| 2016                  | Impact de Montréal    | MLS                   | 7           | 1           | 0                     | 0                     | -                              | -                              | -                              | 0      | 0      | 7     | 1     |
| 2017                  | Impact de Montréal    | MLS                   | 21          | 9           | 2                     | 1                     | -                              | -                              | -                              | -      | -      | 23    | 10    |
| 2018                  | Impact de Montréal    | MLS                   | 16          | 2           | 1                     | 0                     | -                              | -                              | -                              | -      | -      | 17    | 2     |
| 2019                  | Impact de Montréal    | MLS                   | 16          | 3           | 1                     | 1                     | -                              | -                              | -                              | -      | -      | 17    | 4     |
| 2020                  | Impact de Montréal    | MLS                   | 8           | 0           | 0                     | 0                     | LCC                            | 1                              | 0                              | 1      | 0      | 10    | 0     |
| Total sur la carrière | Total sur la carrière | Total sur la carrière | 80          | 15          | 6                     | 3                     | -                              | 2                              | 0                              | 1      | 0      | 89    | 18    |

## Controverse
À titre de DJ, Anthony Jackson-Hamel fait partie des passagers du vol controversé de la compagnie Sunwing Airlines du 30 décembre 2021 en direction de Cancún au Mexique. Plusieurs passagers de ce vol ont été filmés à faire fête, dans le non-respect des mesures sanitaires et de sécurité aérienne. Ceux-ci ont d'ailleurs été qualifiés de « gang de sans-dessein » et d'« ostrogoth » par le Premier ministre du Canada Justin Trudeau.